# Chaenothecopsis polissica
Chaenothecopsis polissica — вид скам'янілого голкового лишайника родини Mycocaliciaceae, відкритий у 2021 році Василем Гелютою та Мариною Сухомлин. Голотип був отриманий з рівненського бурштину, який утворився в Україні в пізньому еоцені.